# Yougoslavie aux Jeux olympiques d'hiver de 1998
La République fédérale de Yougoslavie participe aux Jeux olympiques d'hiver de 1998, organisés à Nagano au Japon. La délégation yougoslave, formée d'un homme et une femme, n'obtient pas de médaille.

## Ski alpin
| Athlète         | Épreuve             | Manche 1 | Manche 2 | Total   | Total |
| Athlète         | Épreuve             | Temps    | Temps    | Temps   | Rang  |
| --------------- | ------------------- | -------- | -------- | ------- | ----- |
| Marko Ðorđević  | Slalom géant hommes | 1:30.34  | 1:28.13  | 2:58.47 | 35    |
| Mirjana Granzov | Slalom femmes       | 52.45    | 54.20    | 1:46.65 | 27    |